# Information pour les droits du soldat
Pour les articles homonymes, voir IDS.
Information pour les droits du soldat (IDS), est une association française fondée en 1974 à Paris qui milite pour que les soldats du contingent puissent s’organiser en syndicat.

## Le mouvement des comités de soldats
Le mouvement des soldats est né en France au début des années 1970 après le grand mouvement de refus de la réforme du service militaire, préparée par Michel Debré en 1973. Au cours de la campagne pour l'élection présidentielle de 1974, 6 000 soldats signent une pétition appelée Appel des 100, demandant l'amélioration des conditions de vie et l'introduction des libertés d'association et d'expression dans les casernes. Dans les années qui suivirent, des centaines de comités de soldats clandestins se sont constitués dans la plupart des unités de l'armée française stationnées en France et en Allemagne de l'Ouest.

## Pour un syndicat de soldats
Avec le concours de la Confédération française démocratique du travail (CFDT), dont René Decaillon, secrétaire général adjoint, avait assuré en janvier 1976 la rédaction d'une notice explicative en se gardant bien  d’engager les positions défendues comme étant celles de la CFDT, IDS essaie de transformer certains des comités en syndicat de soldats (Besançon, 1975). Malgré une forte répression, le mouvement des soldats s'est développé jusqu'au début des années 1980.
IDS est animé par des militants de gauche, notamment des membres de l'Alliance marxiste révolutionnaire (AMR), du Mouvement des jeunes socialistes (MJS) et du Parti socialiste unifié (PSU). Des étudiants du Mouvement d'action syndicale contribuent aussi à son activité.
IDS publie de 1974 à 1986 le journal Le Soldat, qui sera distribué en kiosques en 1980 et 1981. Il est interdit dans les casernes jusqu’en 1982, date à laquelle les mesures de censure de la presse sont supprimées par le gouvernement de Pierre Mauroy.
L’association IDS est toujours active en 1992. Elle disparaît avec la réduction (et en 2001, la suppression) du service militaire en France.
Parmi les responsables d’IDS, il y a eu notamment Bertrand Jullien, Nicolas Baby, Jean-Luc Bennahmias, Gilles Buna, Patrice Finel, Laurent Lecoin, Jacky Mamou, Patrick le Tréhondat, Patrick Silberstein et Benoît Willot.

## Participation à une organisation internationale de soldats
IDS participe en 1979 à Malmö (Suède) à la constitution d'une Conférence européenne des organisations de soldats, ECCO (European Conference of Conscripts Organisations) et en sera un des membres actifs. En octobre 1981, il organise la troisième conférence européenne d’ECCO à Saint-Prix, dans le Val-d'Oise (Île-de-France).
L'organisation ECCO, basée en Suède après l'avoir été aux Pays-Bas, était encore active en 2002. Elle avait été rebaptisée European Council of Conscripts Organisations en 1992.

### Comités de soldats à l'échelle internationale
Dans les années 1970, des mouvements de soldats analogues à celui français ont vu le jour dans plusieurs pays en Europe : Suisse, Allemagne, Belgique, Danemark, Espagne, Finlande, Norvège, Pays-Bas et Suède.

## Sources
- International institue of social history, Amsterdam (Pays-Bas), Archives d'Information pour les droits du soldat (2000)
- BDIC, Nanterre (France), GERME, fonds Benoit Willot